# Wiotkenia friedrichi
Wiotkenia friedrichi är en djurart som tillhör fylumet slemmaskar, och som beskrevs av Serna de Esteban och Moretto 1969. Wiotkenia friedrichi ingår i släktet Wiotkenia och familjen Cerebratulidae. Inga underarter finns listade i Catalogue of Life.